# Saint-Étienne-de-Tinée
Pour les articles homonymes, voir Saint-Étienne et Tinée.
Ne doit pas être confondu avec Saint-Étienne-au-Mont.
Saint-Étienne-de-Tinée (Sant Estève de Tiniá en occitan alpin, prononcé Sant Estève de Tignò [sant es.ˈtɛ.ve de ti.ˈɲɔ] ; en italien Santo Stefano di Tinea) est une commune française située dans le département des Alpes-Maritimes, en région Provence-Alpes-Côte d'Azur. Cette commune a aussi été appelée Saint-Étienne-aux-Monts au XIXe siècle. Ses habitants sont appelés les Stéphanois.

## Géographie

### Localisation
Le village de Saint-Étienne-de-Tinée se situe à proximité du parc national du Mercantour. Une partie de la commune est intégrée à la zone cœur du parc national, tandis que le conseil municipal a décidé par délibération de ne pas appliquer la charte du parc national sur le reste du territoire de la commune.

### Géologie et relief
La commune est composée de neuf hameaux : Auron, Saint-Maur, le Bourguet, Roya, la Rougelle, Pre du Loup, le Cialancier, la Blache et Douans en font partie.
La station-village de sports d'hiver d'Auron, située à 1600 m d'altitude, a été créée en 1937.

### Catastrophes naturelles - Sismicité
Le 2 octobre 2020, de nombreux villages des diverses vallées des Alpes-Maritimes (Breil-sur-Roya, Fontan, Roquebillière, Saint-Martin-Vésubie, Tende...) sont fortement impactés par un "épisode méditerranéen" de grande ampleur. Certains hameaux de la commune restent inaccessibles jusqu'à plus d'une semaine après la catastrophe et l'électricité n'a été rétablie que vers le 20 octobre. L'Arrêté du 7 octobre 2020 portant reconnaissance de l'état de catastrophe naturelle a identifié 55 communes, dont Saint-Étienne-de-Tinée, au titre des "Inondations et coulées de boue du 2 au 3 octobre 2020".
Commune située dans une zone de sismicité moyenne.

### Hydrographie et les eaux souterraines
Juste en aval du village se trouve La Clapière, le glissement de terrain le plus volumineux d'Europe et l'un des plus rapides au monde. La rupture brutale du versant de la montagne affecté par l'éboulement pourrait entraîner la formation d'un barrage naturel entravant le cours de la Tinée, dont les eaux formeraient alors un lac noyant le village. Afin d'éviter ce scénario, un tunnel de dérivation des eaux de la Tinée a été construit sur le versant opposé face à la Clapière.
Cours d'eau sur la commune ou à son aval :
- rivière la Tinée,
- ruisseaux de l'Oule, l'Ardon, de Terre Rousse, de Pierre Châtel, de Chabanals, du Drogon, de Blainon,
- torrents de Tortisse, de Vens, de Jalorgues, de Ténibres,
- riou de Claï,
- ravins le Rivel,
- vallons de Roya, de Rubenta.

Plans d'eau : 
- lacs de Morgon, de Vens, des Babarottes, Marie, de Fourchas, de la Montagnette, de Ténibres, Varicles, Fer, de Rabuons, Chaffour, du Cimon.

La commune dispose de deux stations d'épuration :
- Auron : d'une capacité de 12 000 équivalent-habitants[8].
- Village : d'une capacité de 1 850 équivalent-habitants[9].

### Climat
Pour des articles plus généraux, voir Climat de Provence-Alpes-Côte d'Azur et Climat des Alpes-Maritimes.
En 2010, le climat de la commune est de type climat de montagne, selon une étude du Centre national de la recherche scientifique s'appuyant sur une série de données couvrant la période 1971-2000. En 2020, Météo-France publie une typologie des climats de la France métropolitaine dans laquelle la commune est exposée à un climat de montagne ou de marges de montagne et est dans la région climatique  Alpes du sud, caractérisée par une pluviométrie annuelle de 850 à 1 000 mm, minimale en été. 
Pour la période 1971-2000, la température annuelle moyenne est de 9 °C, avec une amplitude thermique annuelle de 16,4 °C. Le cumul annuel moyen de précipitations est de 1 142 mm, avec 5,8 jours de précipitations en janvier et 6,3 jours en juillet. Pour la période 1991-2020, la température moyenne annuelle observée sur la station météorologique installée sur la commune est de 10,6 °C et le cumul annuel moyen de précipitations est de 983,3 mm. 
La température maximale relevée sur cette station est de 37,2 °C, atteinte le 28 juin 2019 ; la température minimale est de −13,3 °C, atteinte le 28 février 2018,,. 
| Mois                                  | jan.           | fév.           | mars          | avril         | mai           | juin          | jui.          | août          | sep.          | oct.          | nov.          | déc.           | année      |
| ------------------------------------- | -------------- | -------------- | ------------- | ------------- | ------------- | ------------- | ------------- | ------------- | ------------- | ------------- | ------------- | -------------- | ---------- |
| Température minimale moyenne (°C)     | −1,7           | −1,9           | 0,6           | 3,8           | 6,6           | 10,2          | 12,5          | 12,5          | 9,2           | 6             | 2             | −0,9           | 4,9        |
| Température moyenne (°C)              | 2,5            | 3,3            | 6,4           | 9,8           | 12,8          | 16,8          | 19,7          | 19,8          | 15,6          | 11,4          | 6,2           | 3              | 10,6       |
| Température maximale moyenne (°C)     | 6,6            | 8,5            | 12,2          | 15,8          | 19            | 23,4          | 26,8          | 27,1          | 22            | 16,8          | 10,3          | 6,8            | 16,3       |
| Record de froid (°C) date du record   | −10,1 16.01.17 | −13,3 28.02.18 | −7,6 06.03.10 | −4,4 04.04.22 | −0,9 06.05.19 | 3 05.06.14    | 4,9 15.07.16  | 5,2 22.08.07  | 0,2 27.09.20  | −3,1 29.10.12 | −8,6 27.11.10 | −11,2 19.12.09 | −13,3 2018 |
| Record de chaleur (°C) date du record | 19,6 10.01.15  | 24,5 24.02.20  | 24,6 31.03.12 | 26,2 08.04.11 | 30,4 23.05.09 | 37,2 28.06.19 | 36,9 18.07.23 | 35,7 04.08.17 | 31,2 05.09.16 | 28,6 12.10.11 | 21,7 14.11.23 | 18,2 30.12.21  | 37,2 2019  |
| Précipitations (mm)                   | 73,2           | 69             | 67,8          | 91,4          | 104,1         | 81,3          | 53,9          | 45,3          | 57,4          | 113,3         | 136,8         | 89,8           | 983,3      |

| Diagramme climatique                                  |           |             |             |            |              |              |              |           |            |            |             |
| J                                                     | F         | M           | A           | M          | J            | J            | A            | S         | O          | N          | D           |
| 6,6−1,773,2                                           | 8,5−1,969 | 12,20,667,8 | 15,83,891,4 | 196,6104,1 | 23,410,281,3 | 26,812,553,9 | 27,112,545,3 | 229,257,4 | 16,86113,3 | 10,32136,8 | 6,8−0,989,8 |
| Moyennes : • Temp. maxi et mini °C • Précipitation mm |           |             |             |            |              |              |              |           |            |            |             |

Les paramètres climatiques de la commune ont été estimés pour le milieu du siècle (2041-2070) selon différents scénarios d'émission de gaz à effet de serre à partir des nouvelles projections climatiques de référence DRIAS-2020. Ils sont consultables sur un site dédié publié par Météo-France en novembre 2022.

### Voies de communications et transports

#### Voies routières
Commune desservie par la D2205.

#### Transports en commun
- Transport en Provence-Alpes-Côte d'Azur
- Navettes intra-commune et inter-villages[16].
- La compagnie Santa Azur[17] assure un service régulier de transport entre la station d’Auron, le village et l’agglomération niçoise.

### Communes limitrophes
| Jausiers(Alpes-de-Haute-Provence)  | Larche(Alpes-de-Haute-Provence) | Argentera( Italie)                      |
| Saint-Dalmas-le-Selvage            | Saint-Étienne-de-Tinée          | Pietraporzio( Italie), Vinadio( Italie) |
| Entraunes, Châteauneuf-d'Entraunes | Guillaumes, Péone, Beuil        | Isola                                   |

## Histoire
Nommé Sancti Stephani Tinænsis par les premiers chrétiens. Une charte datée de 1066 permet d'affirmer qu'un village du nom de Sancti Stephani Tiniensi existe et ses terres ont été cédées à la cathédrale de Nice. C'est au XVIIe siècle que le village prend son nom actuel, puis au XIXe siècle jusqu'en 1860 nommé Santo-Stefano Monti par les Italiens, Saint-Étienne-de-Tinée a connu une longue histoire.
Le village et ses terres ont fait partie de la seigneurie des Thorame-Glandevès ; il passe ensuite aux Faucon de Glandevès au XIIIe siècle, et au XIVe siècle aux Balb de Saint-Sauveur.
La mort de la reine Jeanne Ire ouvre une crise de succession à la tête du comté de Provence, les villes de l’union d'Aix (1382-1387) soutenant Charles de Duras contre Louis Ier d'Anjou. La communauté de Saint-Étienne-de-Tinée soutient les Duras jusqu’en 1386, puis change de camp pour rejoindre les Angevins grâce aux négociations patientes de Marie de Blois, veuve de Louis Ier et régente de leur fils Louis II. La reddition d’Aix a également pu jouer un rôle dans la volte-face de la communauté.
Comme d’autres communautés de l’Est de la Provence qui choisit le rattachement à la Savoie, à partir de 1388, le village dépendait des comtes de Savoie, puis ducs de Savoie avant de faire partie du royaume de Sardaigne (comme l'ensemble du comté de Nice) avant son rattachement à la France en 1860. On y vivait replié sur soi-même, en raison des liaisons très difficiles avec les vallées voisines et avec le littoral.

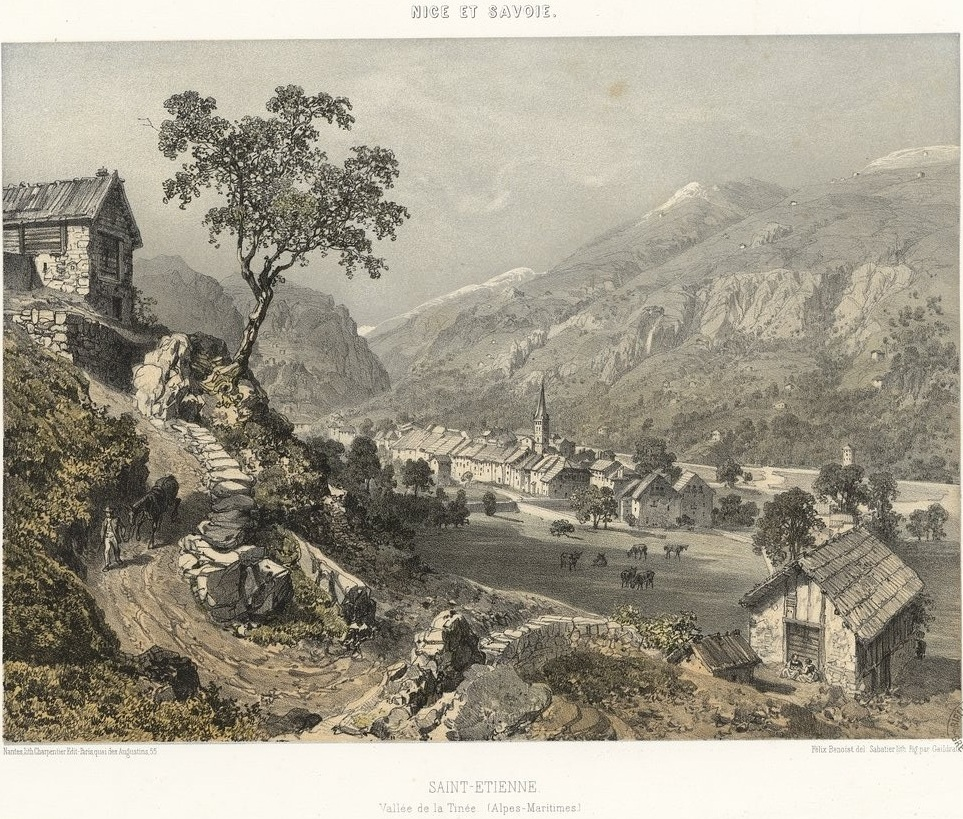
Saint-Étienne-de-Tinée après son rattachement à la France, lithographie de Félix Benoist, extraite de l'ouvrage Nice et Savoie, publié en 1864.

En 1594, une troupe de huguenots commandée par Lesdiguières s'empare de la vallée de la Tinée. Le comte de Beuil, gouverneur du comté de Nice, réagit et s'empare du village. Il fait brûler l'église où s'étaient réfugiées des troupes protestantes le 19 juillet 1594. Le feu se transmet aux toits en bardeaux des maisons les plus proches, puis au reste du village. Seul le clocher datant de 1492 a résisté aux flammes.
À partir de 1900, l'élargissement des routes et l'apparition de l'automobile permirent au village de se développer. En août 1929, un terrible incendie détruisit une grande partie de Saint-Étienne-de-Tinée. Le village ne dut sa renaissance qu'à une souscription lancée dans toutes les communes de France et au dynamisme de son maire Maurice Rovery. En reconnaissance de cette souscription, l'une des principales artères du village se nomme « rue des Communes de France ».

## Héraldique
| Blason de Saint-Étienne-de-Tinée | Blason  | De gueules aux deux croisettes d'argent l'une sur l'autre. |
| Blason de Saint-Étienne-de-Tinée | Détails | Le statut officiel du blason reste à déterminer.           |

## Politique et administration

### Liste des maires
| Période           | Période  | Identité           | Étiquette | Qualité                                                |
| ----------------- | -------- | ------------------ | --------- | ------------------------------------------------------ |
| 1860              | 1865     | Charles Rovery     |           |                                                        |
| 1865              | 1866     | Étienne Rovery     |           |                                                        |
| 1866              | 1871     | Joseph Cossa       |           |                                                        |
| 1871              | 1878     | Eugéne Rovery      |           |                                                        |
| 1878              | 1881     | Joseph Gente       |           |                                                        |
| 1881              | 1882     | Joseph Cossa       |           |                                                        |
| 1882              | 1900     | Eugéne Rovery      |           |                                                        |
| 1900              | 1912     | Ernest Cossa       |           |                                                        |
| 1912              | 1944     | Maurice Rovery     |           | Docteur - Conseiller général                           |
| 1944              | 1945     | François Germond   |           |                                                        |
| 1945              | 1947     | Maurice Rovery     |           |                                                        |
| 1947              | 1959     | Bernard Issautier  |           | Conseiller général                                     |
| 1959              | 1971     | Lucien Pascal      |           |                                                        |
| 1971              | 1989     | Paul Ollié         | RPR-UDF   | Conseiller général du canton de Saint-Étienne-de-Tinée |
| 1989              | 1995     | Jean-Marie Borelli | RPR       |                                                        |
| 1995              | 2001     | Adrien Lotto       |           |                                                        |
| 2001              | 2005     | Pierre Brun        |           | Décès en cours de mandat                               |
| 22 septembre 2005 | 2008     | Georges Brun       |           | Suite élection partielle                               |
| 2008              | 2014     | Thérèse Fabron     | UMP-LR    | Cadre                                                  |
| 2014              | En cours | Colette Fabron     | LFA       |                                                        |

### Chiffres clés

#### Budget et fiscalité 2019
En 2019, le budget de la commune était constitué ainsi :
- total des produits de fonctionnement : 557 000 €, soit 3 258 € par habitant ;
- total des charges de fonctionnement : 4 923 000 €, soit 2 876 € par habitant ;
- total des ressources d'investissement : 3 227 000 €, soit 1 885 € par habitant ;
- total des emplois d'investissement : 2 613 000 €, soit 1 526 € par habitant ;
- endettement : 5 185 000 €, soit 3 029 € par habitant.

Avec les taux de fiscalité suivants :
- taxe d'habitation : 18,74 % ;
- taxe foncière sur les propriétés bâties : 12,60 % ;
- taxe foncière sur les propriétés non bâties : 33,08 % ;
- taxe additionnelle à la taxe foncière sur les propriétés non bâties : 0,00 % ;
- cotisation foncière des entreprises : 0,00 %.

#### Revenus et pauvreté des ménages en 2017
Chiffres clés Revenus et pauvreté des ménages en 2017 : médiane en 2017 du revenu disponible, par unité de consommation : 21 860 €.

### Intercommunalité
La commune relève de la Métropole Nice Côte d'Azur.

## Urbanisme
Saint-Étienne-de-Tinée dispose d'un plan local d'urbanisme.
La commune a adhéré au "plan local d'urbanisme métropolitain", approuvé le 25 octobre 2019.

### Typologie
Au 1er janvier 2024, Saint-Étienne-de-Tinée est catégorisée commune rurale à habitat dispersé, selon la nouvelle grille communale de densité à 7 niveaux définie par l'Insee en 2022.
Elle est située hors unité urbaine et hors attraction des villes,.

### Occupation des sols
Le tableau ci-dessous présente l'occupation des sols de la commune en 2018, telle qu'elle ressort de la base de données européenne d’occupation biophysique des sols Corine Land Cover (CLC).
| Type d’occupation                                                                   | Pourcentage | Superficie (en hectares) |
| ----------------------------------------------------------------------------------- | ----------- | ------------------------ |
| Tissu urbain discontinu                                                             | 0,5 %       | 84                       |
| Prairies et autres surfaces toujours en herbe                                       | 0,7 %       | 127                      |
| Surfaces essentiellement agricoles interrompues par des espaces naturels importants | 0,6 %       | 102                      |
| Forêts de feuillus                                                                  | 0,4 %       | 62                       |
| Forêts de conifères                                                                 | 22,5 %      | 3906                     |
| Forêts mélangées                                                                    | 2,6 %       | 455                      |
| Pelouses et pâturages naturels                                                      | 19,8 %      | 3438                     |
| Landes et broussailles                                                              | 4,6 %       | 797                      |
| Forêt et végétation arbustive en mutation                                           | 4,0 %       | 702                      |
| Plages, dunes et sable                                                              | 0,1 %       | 25                       |
| Roches nues                                                                         | 23,5 %      | 4077                     |
| Végétation clairsemée                                                               | 20,4 %      | 3543                     |
| Plans d'eau                                                                         | 0,2 %       | 28                       |
| Source : Corine Land Cover                                                          |             |                          |

## Population et société

### Démographie

#### Évolution démographique
L'évolution du nombre d'habitants est connue à travers les recensements de la population effectués dans la commune depuis 1793. Pour les communes de moins de 10 000 habitants, une enquête de recensement portant sur toute la population est réalisée tous les cinq ans, les populations de référence des années intermédiaires étant quant à elles estimées par interpolation ou extrapolation. Pour la commune, le premier recensement exhaustif entrant dans le cadre du nouveau dispositif a été réalisé en 2006.

En 2022, la commune comptait 1 269 habitants, en évolution de −18,18 % par rapport à 2016 (Alpes-Maritimes : +2,85 %, France hors Mayotte : +2,11 %).
| 1793  | 1800  | 1806  | 1822  | 1838  | 1848  | 1858  | 1861  | 1866  |
| ----- | ----- | ----- | ----- | ----- | ----- | ----- | ----- | ----- |
| 1 450 | 1 689 | 1 795 | 2 104 | 2 338 | 2 175 | 2 128 | 2 106 | 2 150 |

| 1872  | 1876  | 1881  | 1886  | 1891  | 1896  | 1901  | 1906  | 1911  |
| ----- | ----- | ----- | ----- | ----- | ----- | ----- | ----- | ----- |
| 2 152 | 2 147 | 2 121 | 1 966 | 1 857 | 1 858 | 1 789 | 1 858 | 1 824 |

| 1921  | 1926  | 1931  | 1936  | 1946  | 1954  | 1962  | 1968  | 1975  |
| ----- | ----- | ----- | ----- | ----- | ----- | ----- | ----- | ----- |
| 1 528 | 1 545 | 1 518 | 1 605 | 1 504 | 1 503 | 1 505 | 1 549 | 1 700 |

| 1982  | 1990  | 1999  | 2006  | 2011  | 2016  | 2021  | 2022  | - |
| ----- | ----- | ----- | ----- | ----- | ----- | ----- | ----- | - |
| 1 780 | 1 783 | 1 528 | 1 323 | 1 296 | 1 551 | 1 341 | 1 269 | - |

### Enseignement
Établissements d'enseignement :
- écoles maternelles et primaires[36],
- collège,
- lycées à Valdeblore, Nice.

### Santé
- Professionnels de santé : médecins généralistes, dentistes, infirmiers[37].
- Établissements de santé : pharmacies, hôpitaux.

### Cultes
Culte catholique, paroisse Notre-Dame de la Tinée, Diocèse de Nice.

## Économie

### Entreprises et commerces

#### Agriculture
Élevages d'ovins et de caprins.

#### Tourisme
Dès le XVe siècle, Auron accueillait déjà les tourismes, des pèlerins qui venaient vénérer Saint-Érige, dont la chapelle fut ornée, en 1451, de fresques retraçant sa vie.
La station de ski d'Auron, située sur le territoire de la commune, a contribué à son développement.

#### Commerces
En 1926, la compagnie Énergie électrique du littoral méditerranéen lance le projet de « Grand Bancairon », dirigé par l'ingénieur suisse Adrien Palaz et qui est destiné à produire 120 000 ch d'électricité. Il consiste à bâtir de vastes réservoirs (le Pra, Salso Moreno), qui alimenteront à Saint-Étienne-de-Tinée une grande usine hydroélectrique utilisant l’eau des réservoirs de Rabuons, Vens, Ténibres et autres lacs de montagne. Pour faciliter les travaux, on perce à flancs de montagne le « chemin de l’Énergie », ouvrage d’art de 8 km, dominant en balcon la vallée de la Tinée de près de 1300 mètres, taillés parfois à même la paroi, en perçant des tunnels dans le roc. Seule la centrale hydroélectrique du Bancairon sera finalement réalisée. L'autre partie est restée sans suite. Les banquiers proposèrent la filialisation du Bancairon, en estimant que les frais d'une telle opération ne seraient pas élevés, afin de réserver l'investissement aux actionnaires acceptant une dose plus importante de risque industriel. Cette option est finalement abandonnée, d'autres banquiers proposant simplement d'augmenter les dividendes, ce qui n'est pas retenu non plus.

## Lieux et monuments

### Édifices civils

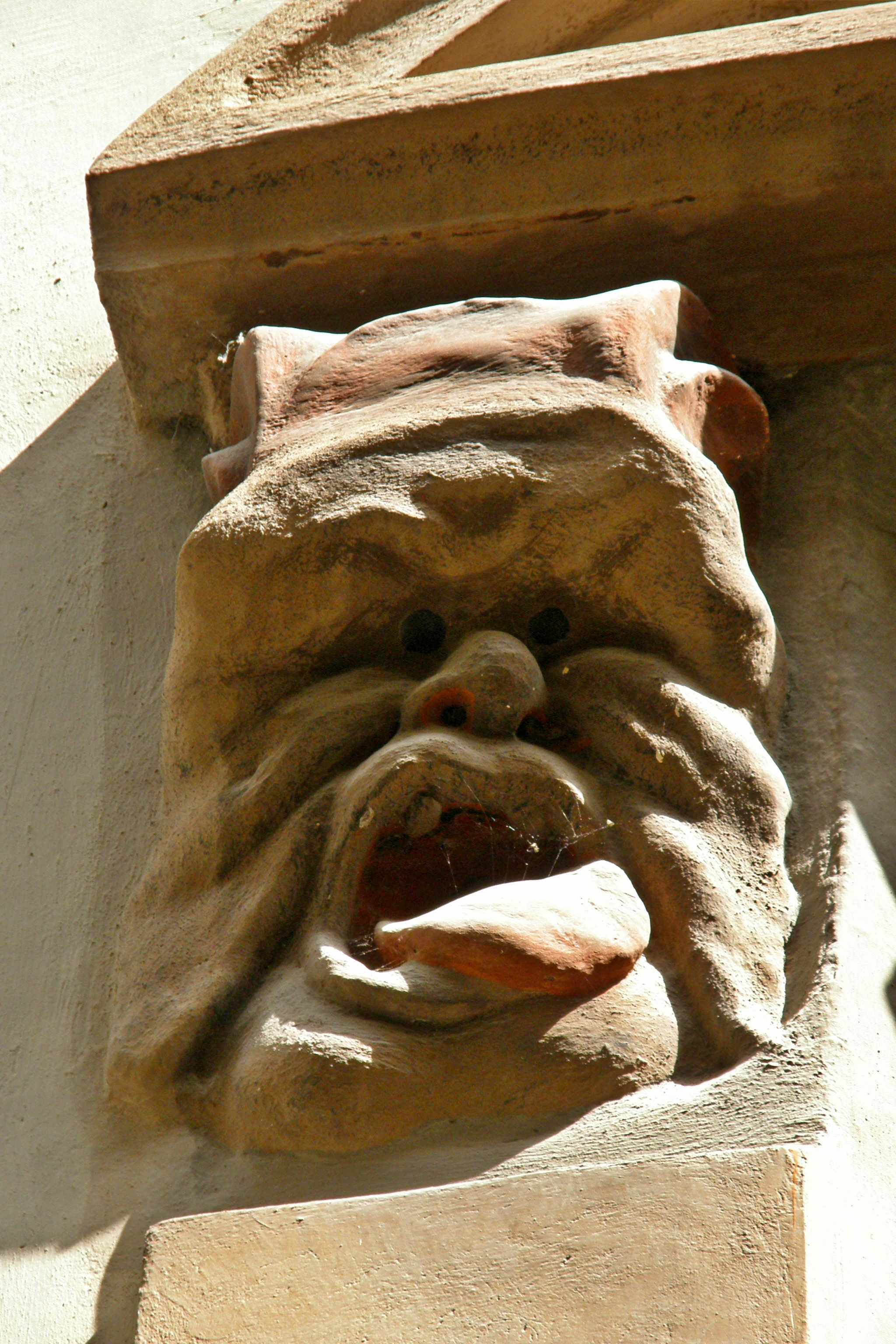
Façade de la Maison Fabri.

- La Blache est un hameau médiéval perché à flanc de montagne. C'est un haut lieu de la vie ancienne et maintenant peu à peu oublié des habitants de la vallée de la Tinée. En hiver, la population ne dépasse pas la dizaine d'habitants ; en été, elle peut atteindre une soixantaine de personnes. La Blache est aussi un point de départ pour les randonneurs voulant se rendre aux granges d'Arrais, aux champs de la Coue ou encore au hameau de Diatchetta en passant par Fougeret.
- Rue Longue, la famille de notables Fabri a construit deux maisons : au no 31, on peut voir son revêtement de peintures murales avec un bel escalier de la fin du XVe siècle et au no 39, la maison Fabri XVIe siècle avec sur la façade des masques grimaçants datant de 1656 aux étages nobles[43].
- Musée du fer, 32 rue Longue.
- Moulin à farine[44].

### Édifices religieux
- Église Saint-Étienne : église paroissiale reconstruite au XVIIIe siècle dans un style néo-classique par Spinelli, architecte à l'emplacement d'une église plus ancienne dont quelques éléments subsistent comme le chœur qui est du XVe siècle, élevé sur croisées d'ogives et le clocher de style roman lombard, (1492). Le maître-autel est en bois sculpté et doré à la feuille d'or de style baroque (1669). Dans une vitrine sont exposés les objets du culte en orfèvrerie et des vêtements sacerdotaux. Mélanges de styles architecturaux divers, sa façade est de style Renaissance. L'église est classée aux monuments historiques et elle abrite le musée d'Arts Religieux.
- Église Saint-Jean, et son orgue de tribune[45],[46].
- Ancien couvent des Trinitaires, aujourd'hui intégré ans le collège Jean-Franco. L'église a été classée au titre des monuments historiques en 2009. L'église a été reconstruite au XVIIe siècle. Il est décoré de fresques dans ses chapelles latérales. Celle de gauche représente la bataille de Lépante.
- Chapelle Saint-Sébastien[47], peinture a fresco de Giovanni Baleison de Demonte et de Giovanni Canavesio de Pignerol en 1485. On y voit le spectre de la peste (la Mort) décimer la population et la population implorant Dieu d'éloigner le fléau.
- Chapelle des Pénitents Noirs : sous le vocable de Saint-Michel elle fut transformée en musée. Elle possède un triptyque de la Vierge peint en 1520 par Andrea de Cella.
- Chapelle des Pénitents Blancs : sous le vocable de la Sainte-Croix et de Notre-Dame-du-Mont-Carmel.
- Chapelle Saint-Maur, construite en 1540. Elle est décorée de peintures murales représentant saint Maur et saint Sébastien attribuées à Andrea de Cella. Une messe y est célébrée à la Pentecôte. Saint Maur fut le disciple et le successeur de saint Benoît.
- Couvent des Trinitaires, la chapelle de l'ancien couvent comporte des peintures relatant la Bataille de Lépante du 12 octobre 1571 au cours de laquelle la flotte chrétienne envoya par le fond la flotte turque. Les Trinitaires avaient pour mission l'évangélisation des barbaresques et le rachat des prisonniers, sous la protection de Notre-Dame-du-Bon-Remède.
- Église du Saint-Nom de Marie à Roya[48] dans un hameau, date du XVIIIe siècle elle possède un retable sur bois de style naïf datant du XVIe siècle.
- Chapelle de Douans
- Chapelle Saint-Érige d'Auron[49] datant du XIVe siècle, avec deux absides. Elle est ornée de fresques datées de 1451 représentant des scènes de la vie de sainte Marguerite, saint Denis et saint Érige par un peintre primitif niçois. Un « Ange de l'Annonciation » peint sur le mur du fond, au XIIIe siècle environ, est la peinture murale la plus ancienne de la région.

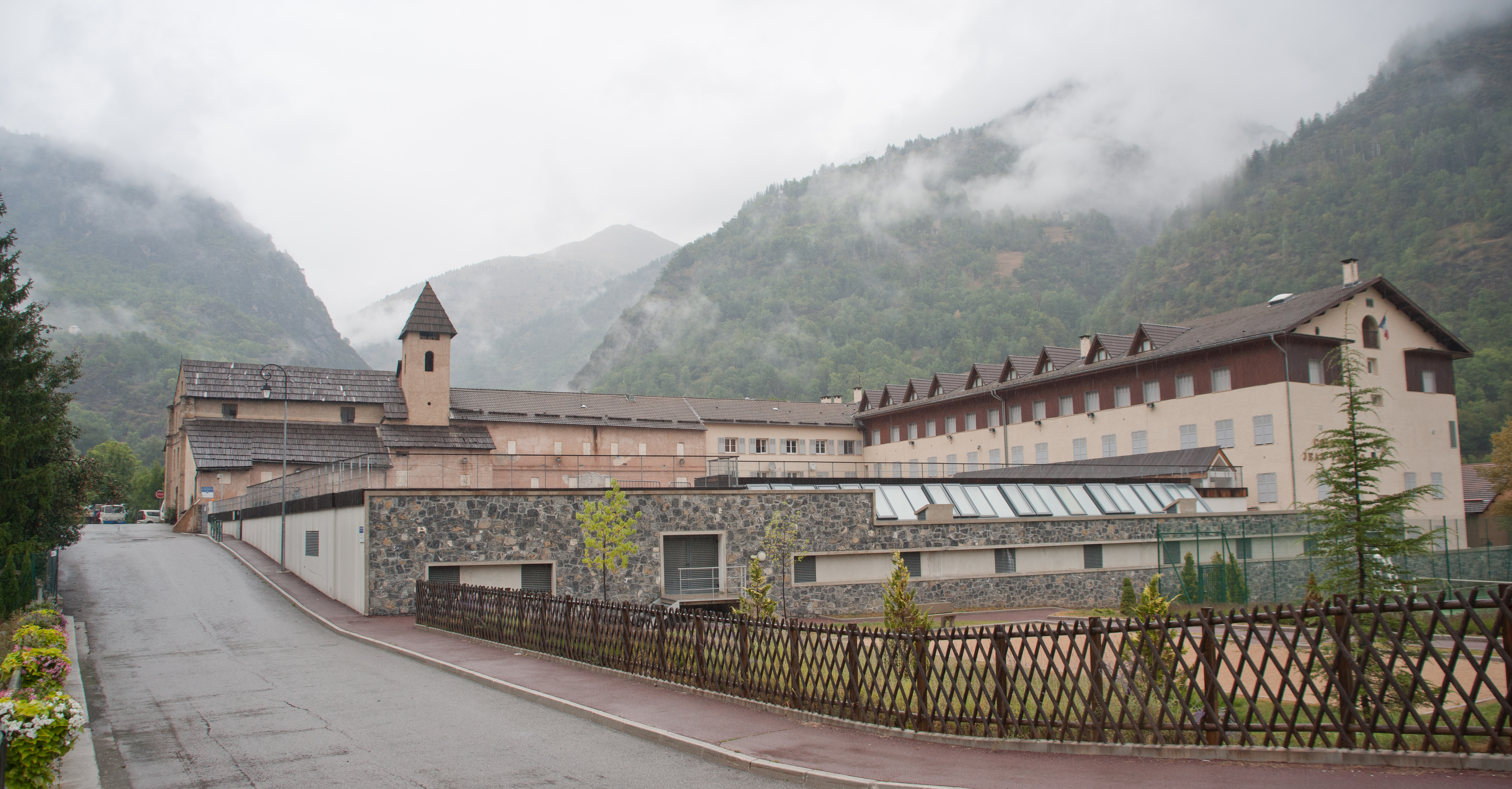
Ancien couvent des Trinitaires de Saint-Salaire.
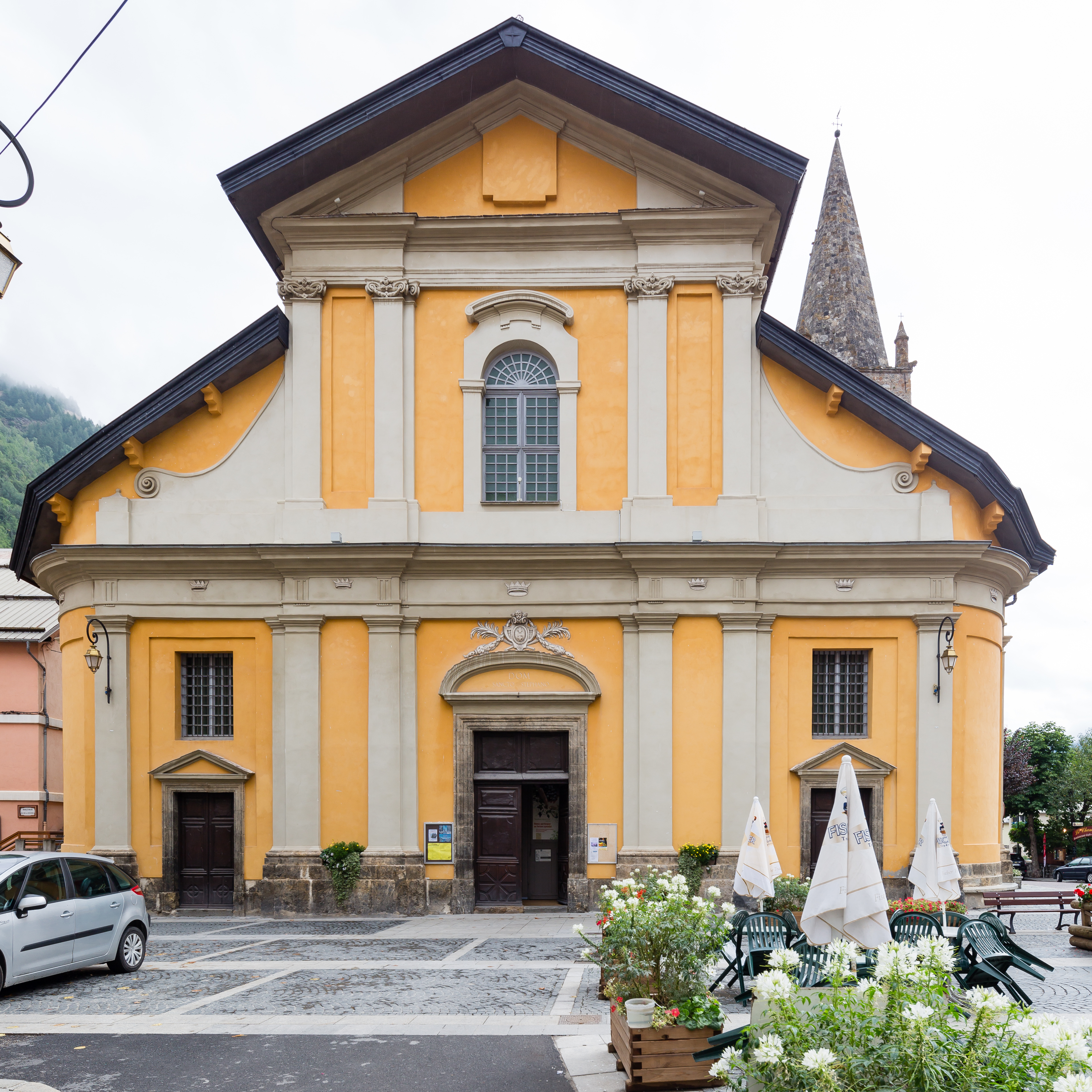
L'église Saint-Étienne.
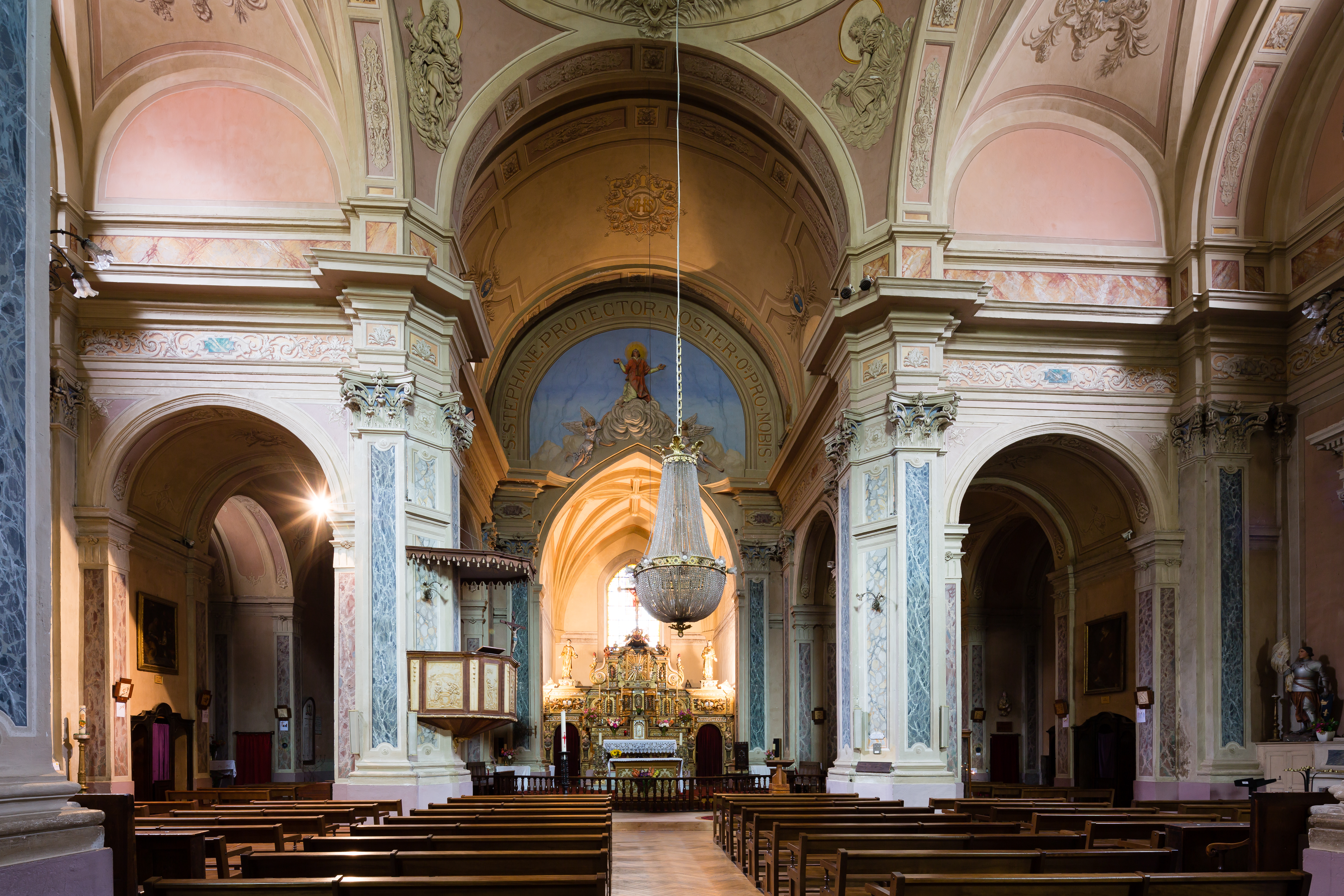
La nef de l'église Saint-Étienne.

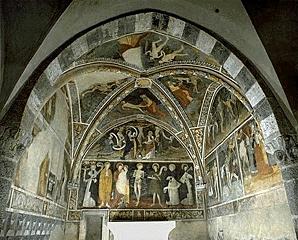
Peintures murales de la chapelle Saint-Sébastien par Giovanni Baleison et Giovanni Canavesio.
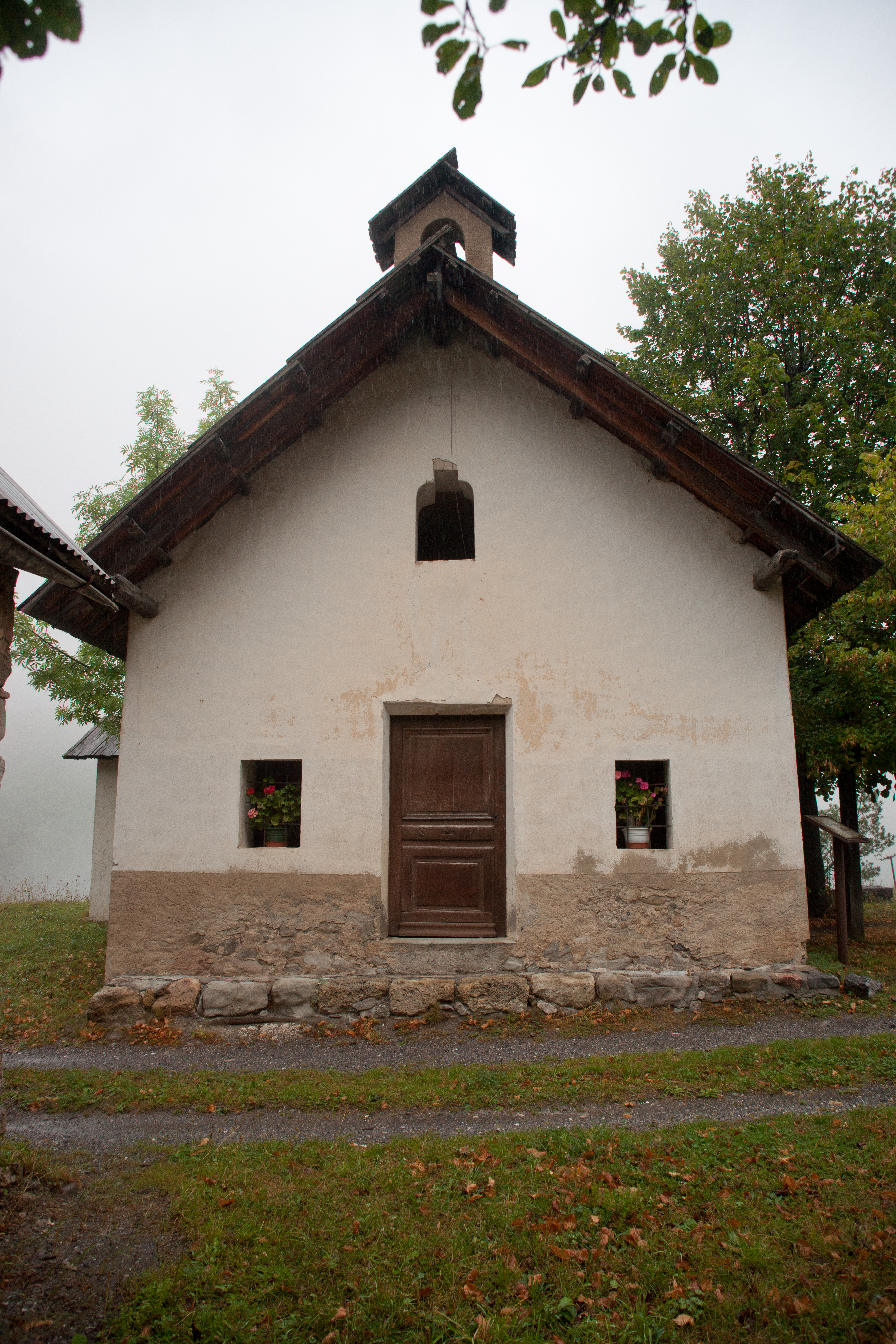
Chapelle Saint-Maur.
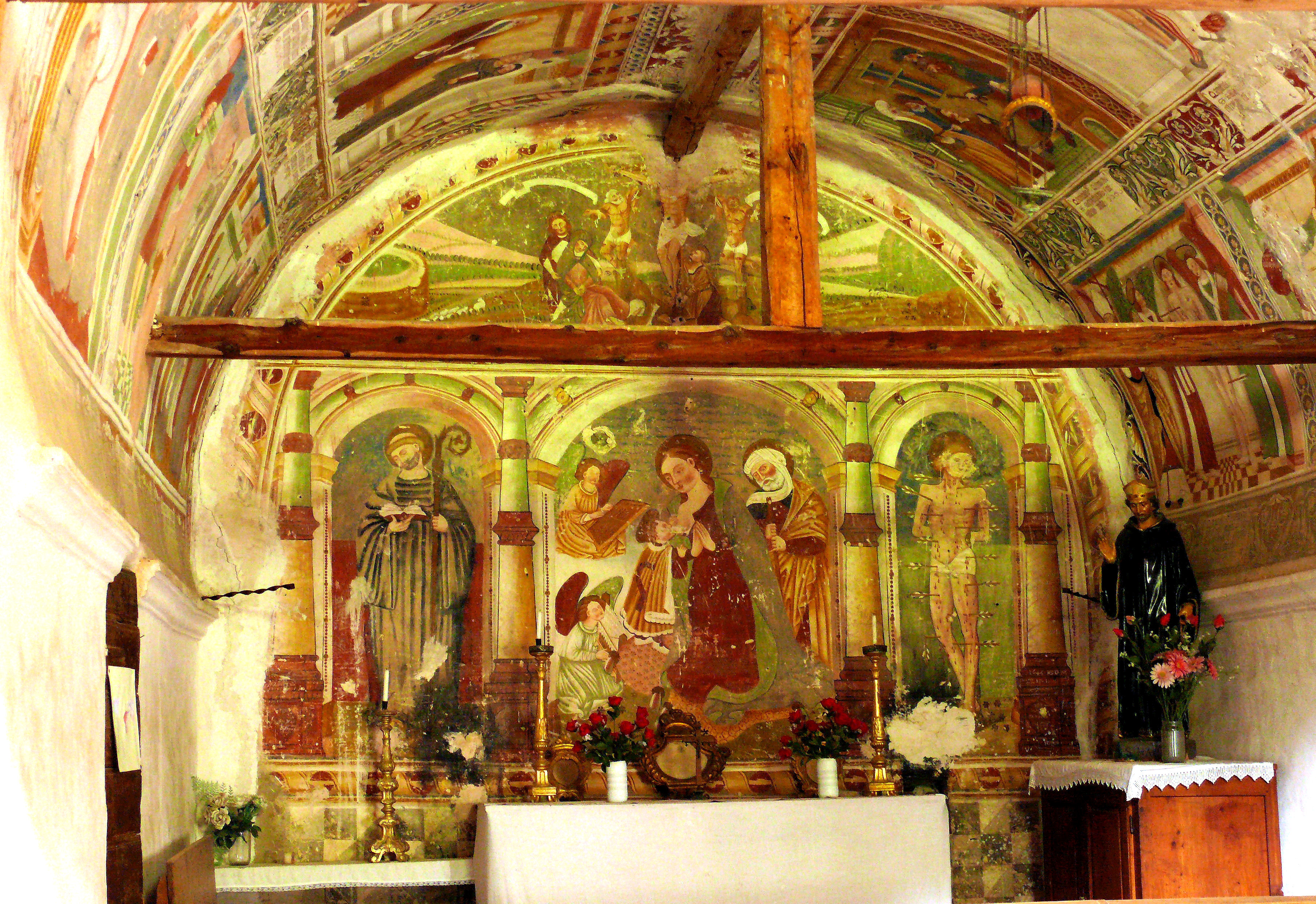
Peintures murales attribuées à Andrea de Cella dans la chapelle Saint-Maur.
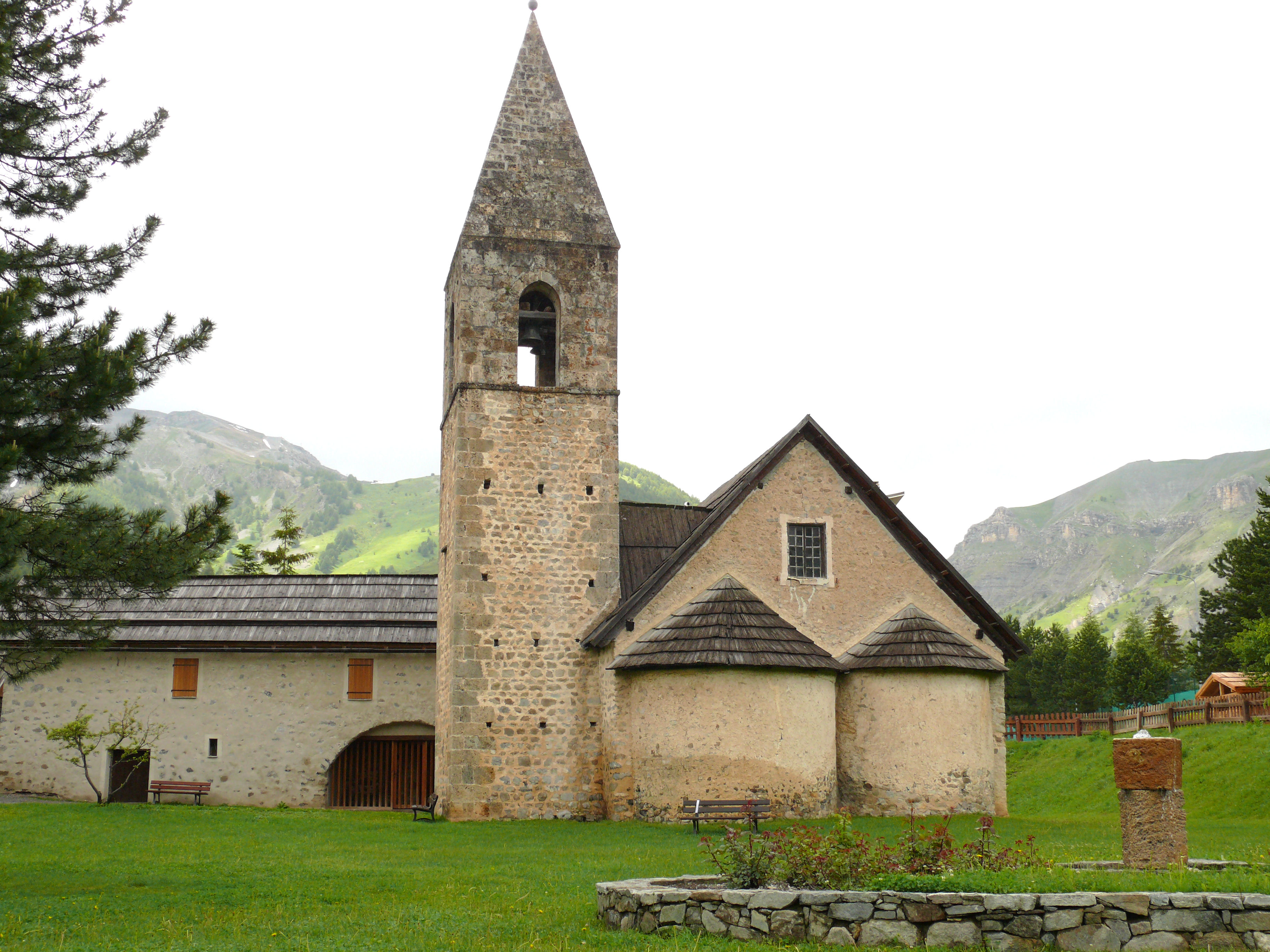
Chapelle Saint-Érige.
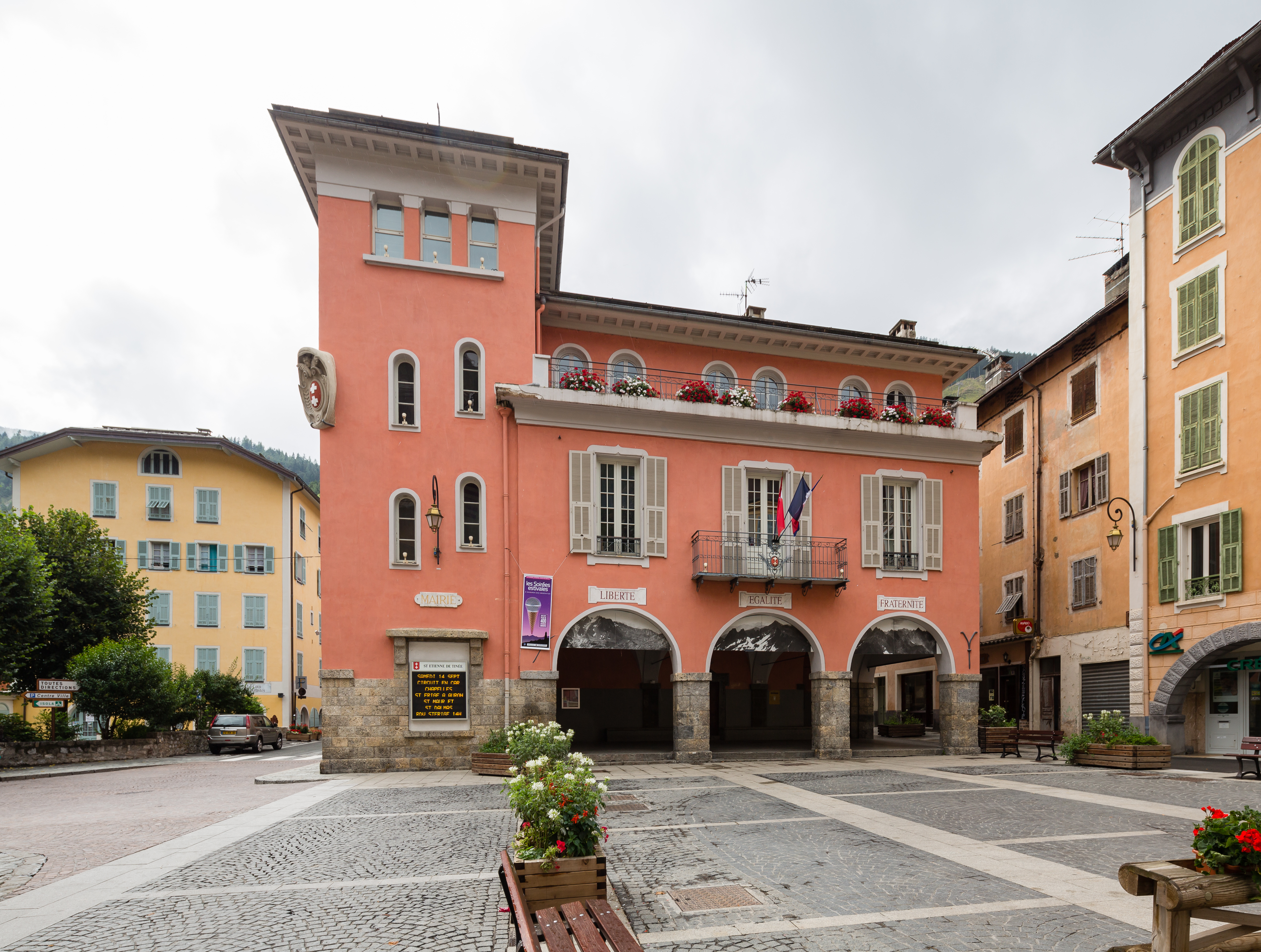
La mairie, place de l'Église.
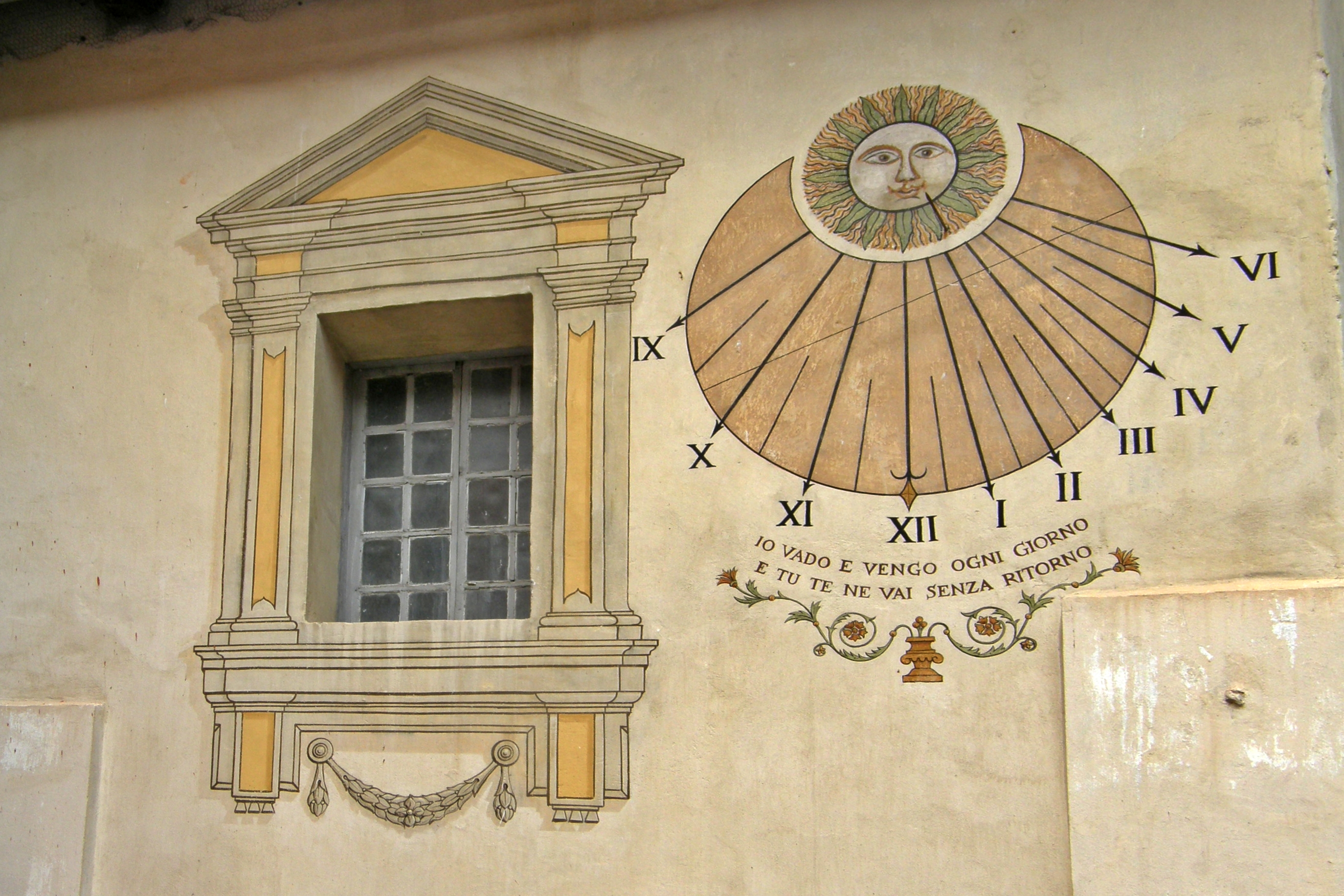
Fenêtre en trompe-l'œil.

### Sites de haute montagne
En bordure de la frontière italienne, à proximité du Parc du Mercantour, ou même à l'intérieur de celui-ci, la commune de Saint-Étienne-de-Tinée englobe de spectaculaires lacs de haute montagne. Les plus connus sont le lac de Rabuons (2 500 m) et les cinq lacs de Vens (2 380 m), tandis que d'autres moins réputés sont par exemple les lacs de Morgon (de 2 427 m à 2 480 m) et leurs voisins les lacs Les Laussets (2 400 m).

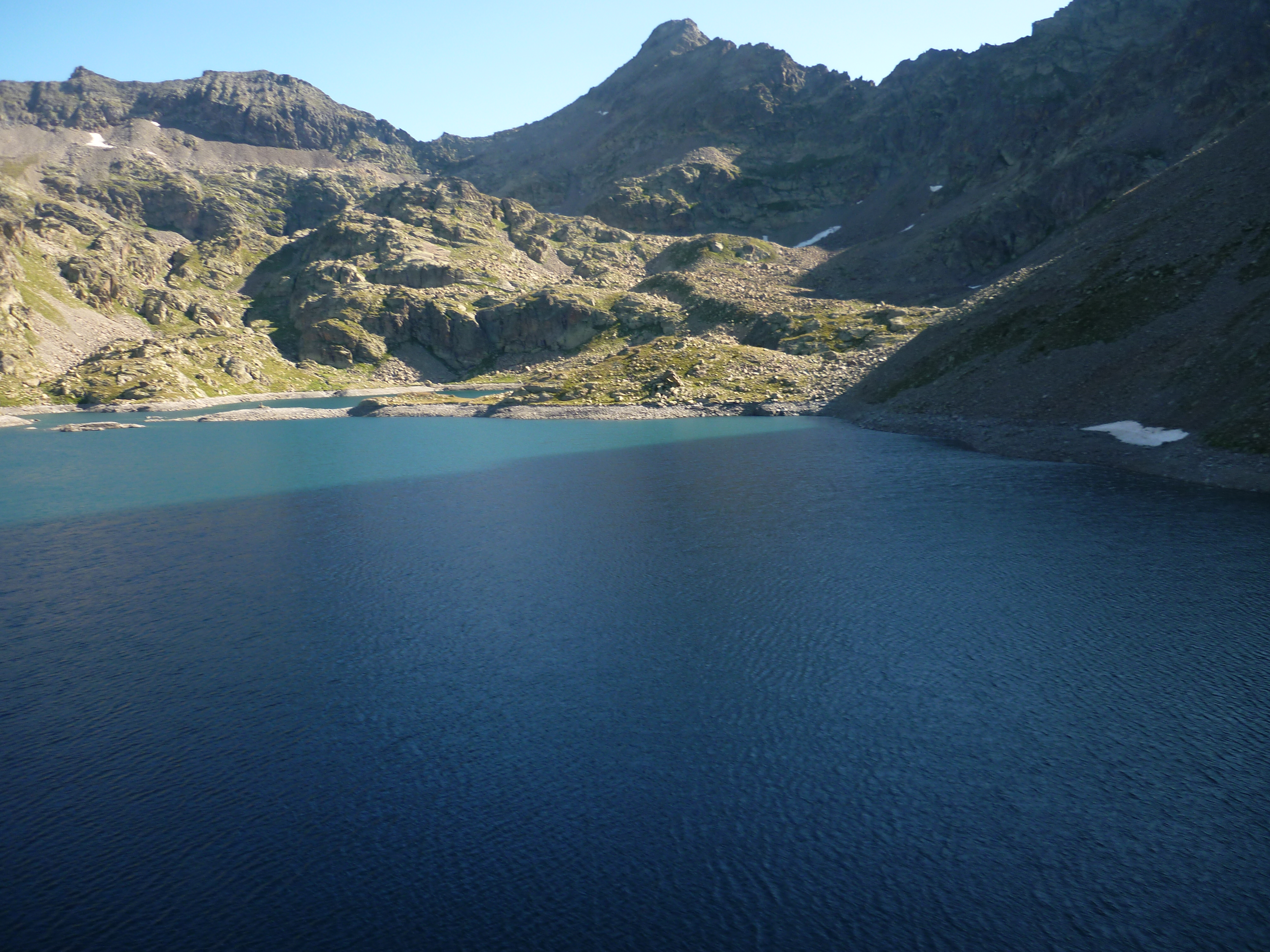
Lac de Rabuons (2 500 m).
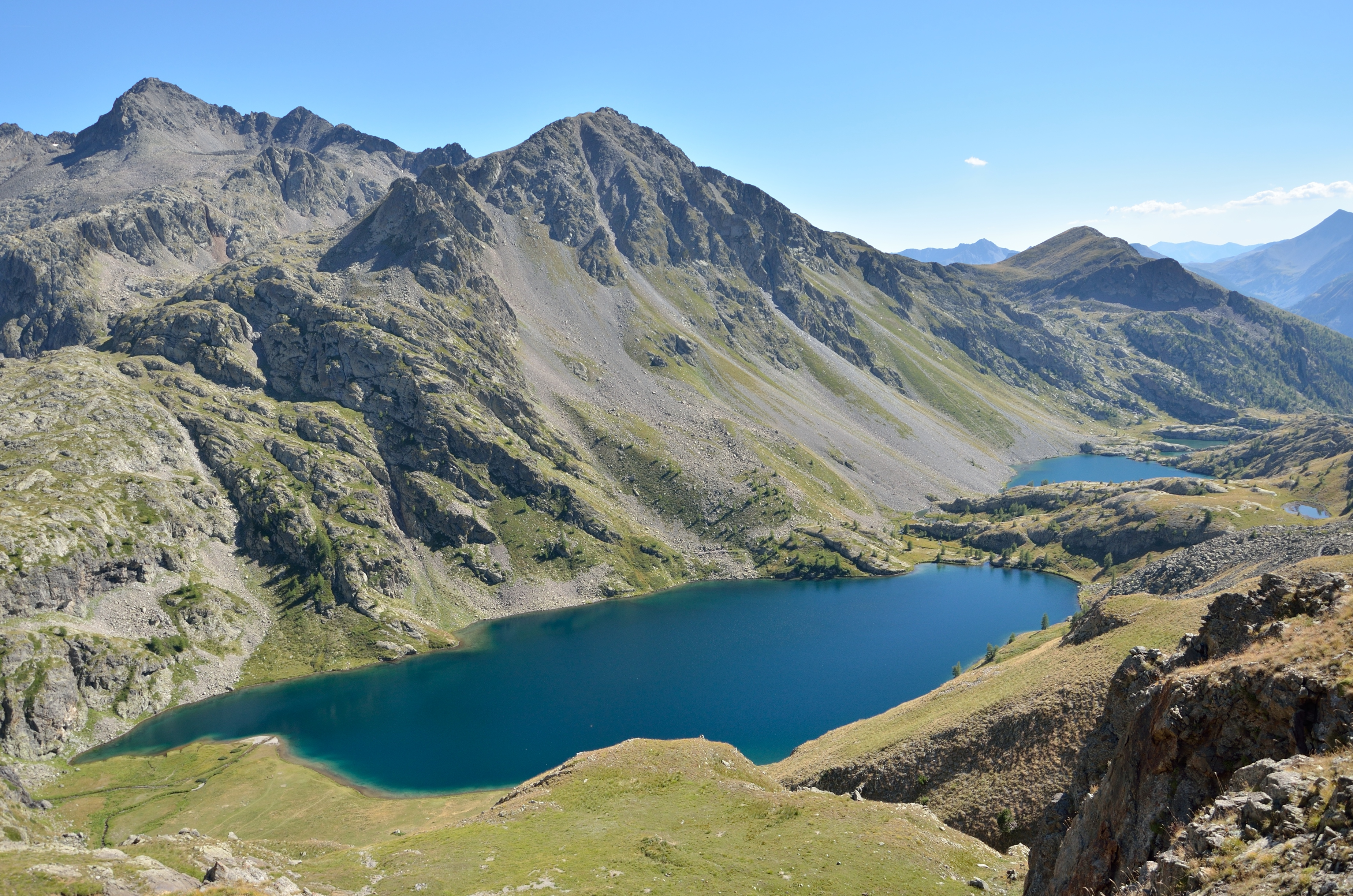
Lac de Vens (2 286 m à 2 327 m).
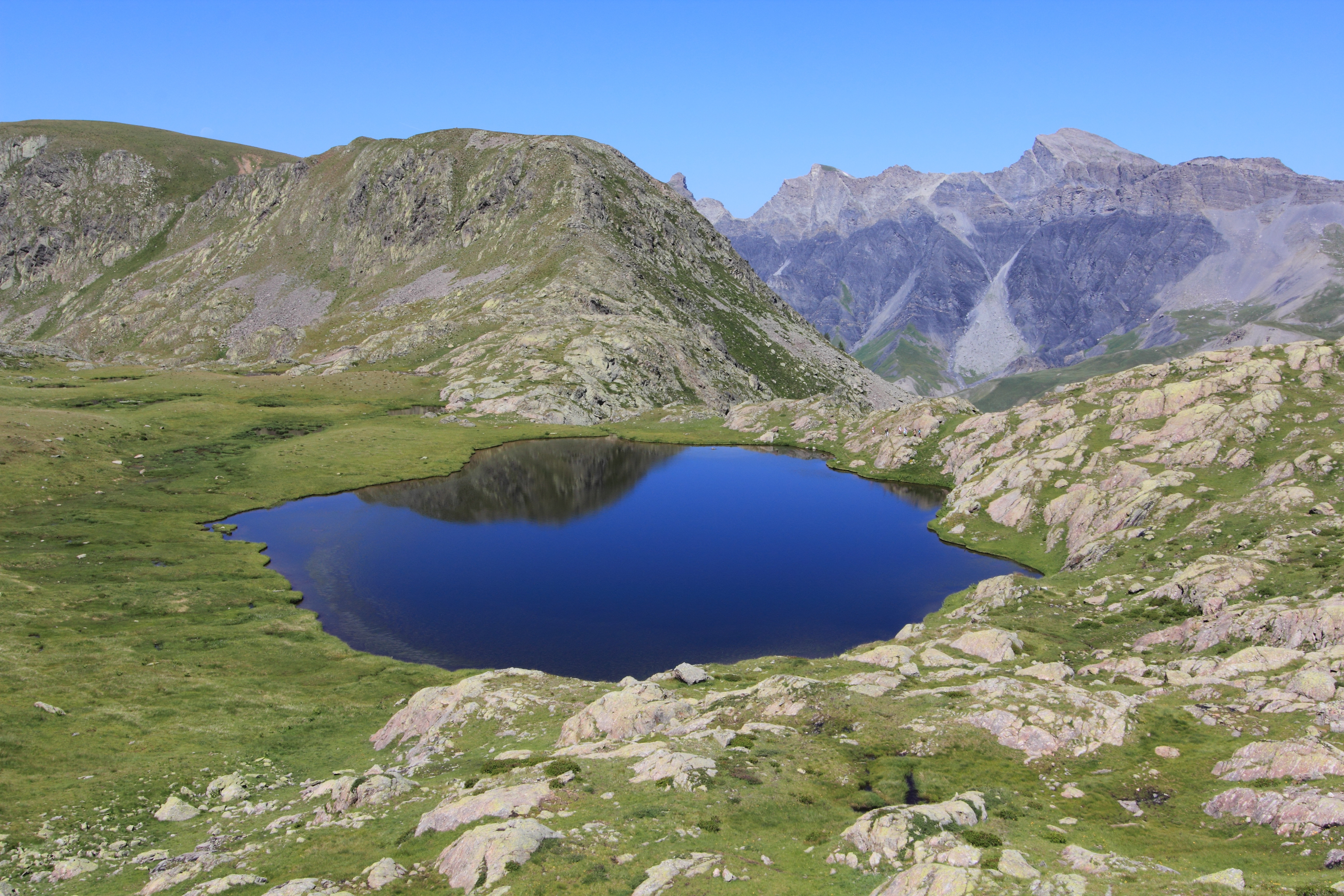
Grand lac de Morgon (2 427 m).

Par ailleurs, une station de sports d'hiver est accessible depuis Saint-Étienne-de-Tinée : Auron, qui est située à 1 600 m d'altitude.

## Personnalités liées à la commune
- Famille Achiardi : c'est une des familles les plus importantes de Saint-Étienne-de-Tinée[50] :
  - Christophe Achiardi, notaire à Saint-Éienne. De son mariage avec Jeannette sont nés :
    - Sébastien Achiardi, directeur de l'Hôtel des monnaies de Nice, en 1589,
    - Jean Achiardi, capitaine de la viguerie de Sospel, puis secrétaire du duc de Savoie, en 1592. Il a eu pour fils :
      - Amédée Achiardi, secrétaire du duc de Savoie. Ses descendants se sont fixés à Nice et deviendront comte de Saint-Léger, en 1781. Cette branche est éteinte.

  - Philippe Achiardi, un descendant du notaire Christophe, juge du Puget, en 1616, juge de Nice, en 1619, préfet de la ville et de la viguerie de Nice, en 1628, membre du sénat de Nice, en 1641.
  - Erige Achiardi, notaire à Saint-Étienne au début du XVIIe.
  - Christophe Achiardi, frère d'Érige, capitaine, il a incendié Saint-Étienne en 1594, sur ordre d'Annibal Grimaldi, gouverneur de Nice, pour déloger les soldats de Lesdiguières qui se trouvaient dans l'église. De son mariage avec Catherine Pascalis, de Barcelonnette, sont nés deux fils :
    - Louis Achiardi, prieur à Saint-Dalmas-le-Selvage,
    - Scipion Achiardi, capitaine et notaire ducal à Saint-Étienne-de-Tinée, en 1618.

  - Esprit Achiardi, colonel du Val de Saint-Étienne, en 1628, puis gouverneur du fort de Saint-Esprit.
  - Joseph-Constant Achiardi, frère d'Esprit, capitaine d'artillerie du château de Nice, en 1651, puis colonel, en 1660.
  - Lazare Achiardi, de Saint-Étienne. Par un acte du 17 juin 1525, Honoré Grimaldi, baron de Beuil, lui octroie un acte de privilège et le crée un de ses nobles et lui concède en fief les pâturages et les forêts des lieux dits Los Issarts, la Mairis et Prat Gellat, sous la dénomination d'Alp, avec les droits que le baron de Beuil y possède. Cet acte est l'origine des Achiardi de l'Alp. Les Achiardi de l'Alp ont conservé leur arrière-fief de l'Alp après la mort d'Annibal Grimaldi. Leur château féodal ressemblait plus à une grange-bergerie fortifiée avec une tour dont il subsiste les ruines en remontant vers Roya.
    - Jules Achiardi, seigneur de l'Alp, meurt en 1625, laissant un seul fils, Charles. 
      - Charles Achiadi, encore mineur à la mort de son père, il a son oncle Scipion comme tuteur. Il fait son testament en 1646 en léguant la seigneurie de l'Alp à son oncle et ancien tuteur.

    - Scipion Achiardi, frère de Jules, tuteur et héritier de non neveu. Il avait eu d'un premier mariage avec Lucrèce Armandi quatre fils et d'un second, un garçon et une fille :
      - Jules Achiardi, seigneur de l'Alp, près du village de Roya. Marié avec Alexandra Fabri mais il est devenu veuf et sans descendance. Avant de mourir en odeur de sainteté, il fut un satyre, assez proche de Barbe bleue, dont la tradition rapporte qu'il enlevait et cachait les femmes qu'il convoitait. Les nouveaux propriétaires du château y ont découvert dans une oubliette des squelettes de femmes. En 1678, il avait désigné pour son « héritier » le clergé de Saint-Étienne avec pour obligation une messe quotidienne et une aumône annuelle en carême aux pauvres. Avant d'entrer dans les ordres, il avait légué à son frère Paul-Philibert la seigneurie de l'Alp au moment de son mariage.
      - Pierre Achiardi, prêtre en 1628.
      - André Achiardi, prêtre en 1658. Il lègue tous ses biens à son neveu Joseph Achiardi en 1716.
      - Paul-Philibert Achiardi, avocat au sénat de Nice. Au moment de son mariage avec erinette Car, en 1667, il avait reçu de son frère aîné la seigneurie de l'Alp. Il fait son testament à Saint-Étienne, en 1712. Il avait eu de son mariage :
        - François Achiardi, avocat au sénat de Nice. Il avait eu un fils :
          - André Achiardi, avocat au sénat de Nice, puis préfet de Nice et membre du Sénat de Nice. Son père étant semi-impotent, son grand-père Paul-Philibert lui avait légué le fief de l'Alp. Il s'était marié avec Constance-Marie de Cameran de la famille des seigneurs de Touët de l'Escarène. Il meurt en 1773. De son mariage, il avait eu :
            - Marie-Félicie mariée en 1775 avec Antoine de Constantin, des seigneurs de Châteauneuf, résidant au Broc.
            - Paul Achiardi, devenu militaire, il meurt à 22 ans. Avec lui s'est éteint la branche des Achiardi, seigneurs de l'Alp.

        - Joseph Achiardi, prêtre en 1716. Il hérite de son oncle André Achiardi.
        - Françoise Achiardi, s'est mariée avec ean-Baptiste Crespel, e Roquebillière.
        - Louise Achiardi, a épousé l'avocat Alexandre Corniglion de Nice.
- Famille Audiberti. On note deux prieurs à Saint-Étienne :
  - Sébastien Audiberti, prieur de 1640 à 1694,
  - François Audiberti, prieur au début du XVIIIe.
  - Joseph Audiberti, cousin de Sébastien, capitaine, est le père de :
    - Charles-Antoine, notaire à Saint-Étienne,
      - Joseph-François Audiberti est docteur en médecine à Saint-Étienne, où il meurt en 1772.
- Famille Emeric. La famille Emeric a deux branches principales à Saint-Étienne :
  - Georges Emeric,
  - Pierre Emeric, riche propriétaire terrien à Saint-Étienne. Il a eu plusieurs enfants de son mariage avec Esprite Dalmas :
    - Louise, mariée au docteur Erige Peyrani,
    - Marie, a épousé Jacques-Antoine Fulconis, tige des comtes de Gaiola,
    - Marie-Madeleine, épouse de Sébastien Pontio,
    - Marguerite, mariée à l'avocat Jean-Louis Boeti, d'Ilonse,
    - Joseph Emeric, prêtre et religieux trinitaire à Saint-Étienne en 1683,
    - Erige Emeric, mineur à la mort de son père, en 1671, il a pour tuteur Erige Peyrani. En 1700, il a acheté le fief de Saint-Dalmas-le-Selvage avec le titre de comte. De son mariage en 1683 avec Anne-Françoise Ramini, il a :
      - Joseph-Victor Emeric, comte de Saint-Dalmas-le-Selvage, marié en 1722 avec Marie-Madeleine Rainardi, de Belvédère. Il meurt à Saint-Étienne en 1766. De son mariage est né :
        - Joseph-François Emeric, comte de Saint-Dalmas-le-Selvage, juge royal à Guillaumes, en 1761. Il s'est marié Marie-Madeleine Ribotti, puis, en 1781, avec Rose Balduini. Il n'y eut aucun descendant.
- Famille Fabri. Une des plus anciennes et plus notables famille de Saint-Étienne.
  - Jacques Fabri, notaire à Saint-Étienne au début du XVIe, son fils :
    - Lazare Fabri, notaire, puis receveur ducal à Nice en 1547. Il s'est marié avec Bernardine Borriglione, des seigneurs d'Aspremont Il a eu deux fils, Marc et Jérôme, qui ont acheté le château de Gorbio, les trois quarts de la juridiction et les dîmes du lieu dont ils sont investis en 1592. 
      - Marc a été sénateur, préfet et premier consul de Nice, en 1601.
      - Jérôme a été premier consul de Nice en 1593 et 1599.

Une autre branche de cette famille a été notaires et insinuateurs à Saint-Étienne.
- Famille Fulconis ou Falconis :
  - Étienne, Jean-Baptiste, Joseph-Pierre-Paul ont été notaires à Saint-Étienne en 1610, 1642, 1776.
  - François-Antoine Fulconis, fils de Jacques-Antoine Fulconis et de Marie Emeric, docteur en médecine, s'est établi à Demonte, en Piémont. Il a acquis de la Couronne, en 1735, pour 17 000 livres le fief de Gaiola, près de Cuneo Il en est investi le 30 juillet. Il écrit son nom François-Antoine Falconis. Il a fait une riche donation en faveur des pauvres de Saint-Étienne.
  - Louis Guillaume Fulconis : créateur de la Sainte Coupe - Coupo Santo en 1867, offerte par Victor Balaguer au Félibrige.
- Les Justes parmi les nations :
  - Fernand Florens[51],
  - Angèle Florens[52].
- Stéphanie de Monaco, (1965-), possède un chalet à Auron[53].
- Hélène Barbier (née en 1966 dans la commune) skieuse alpine
- Rita Barbier (née en 1964 dans la commune) skieuse alpine